# Province de Krabi
Pour les articles homonymes, voir Krabi (homonymie).
Krabi (thaï กระบี่) est une province (changwat) méridionale de la Thaïlande, au bord de la mer d'Andaman. Les provinces voisines sont (du nord dans le sens des aiguilles d'une montre) Phang Nga, Surat Thani, Nakhon Si Thammarat et Trang. La province de Phuket à l'ouest est également voisine, mais sans frontière terrestre. La capitale de cette province est la ville de Krabi.

## Géographie
La province est située sur le rivage de la mer d'Andaman. Caractéristique notable, les montagnes karstiques forment en mer des îles. Environ 130 îles appartiennent à la province : les îles Phi Phi (Ko Phi Phi Leh et Ko Phi Phi Don) sont parmi les plus célèbres, notamment car c'est sur ces îles que le tournage du film La Plage s'est déroulé et que le tourisme de masse qui s'y est développé en particulier pour la plongée sous-marine ; ainsi que l'île de Ko Lanta popularisée par l'émission de téléréalité.

## Préhistoire et histoire
C'est dans la province de Krabi que l'on trouve les traces de présence humaine les plus anciennes de Thaïlande : on y a découvert des restes humains, des outils, des bijoux et des peintures rupestres d'Homo sapiens (25 000 - 30 000 ans avant notre ère). Le plus vieux squelette d'un Homo sapiens, celui d'une femme, datant d'environ 25 000 ans, a été trouvé dans la grotte de Moh Khieo située dans le district de Muang Krabi. 
Les premières mentions historiques remontent au royaume de Ligor (1 200 après J.-C) quand la ville de Ban Thai Samor faisait partie de ce royaume. 
Dans la Thaïlande moderne, la région de Krabi a été longtemps administrée par Nakhon Si Thammarat même après 1872 quand le roi Chulalongkorn (Rama V) a donné à Krabi le statut de ville. En 1875, cependant, la province de Krabi a finalement obtenu le plein statut provincial.

## Symboles et étymologie
Le sceau de la province montre deux sabres antiques croisés (Krabi signifie ancien sabre) devant la chaîne de montagne de Phanom Benja et l'Océan Indien. 

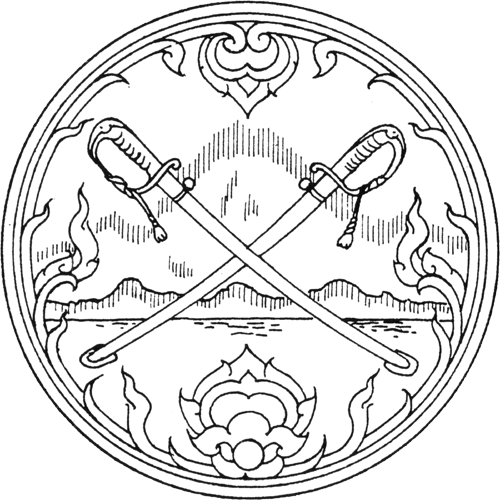
Sceau de la province de Krabi.

L'arbre provincial est le Si-siat-nua ou Acacia catechu.
L'une des théories les plus répandues sur l'étymologie du nom de la province suggère que le nom vient d'une ancienne épée sacrée découverte dans la région. 
Une autre théorie indique que le nom pourrait dériver du mot "khorop" en malais local, qui signifie "mangrove", car la région était historiquement riche en mangroves.

## Subdivisions
Krabi est divisé en 8 circonscriptions ou districts (amphoe) :  
1. Muang Krabi (อำเภอเมืองกระบี่)
2. Khao Phanom (อำเภอเขาพนม)
3. Ko Lanta (อำเภอเกาะลันตา)
4. Khlong Thom (อำเภอคลองท่อม)
5. Ao Luek (อำเภออ่าวลึก)
6. Plai Phraya (อำเภอปลายพระยา)
7. Lam Thap (อำเภอลำทับ)
8. Nuea Khlong (อำเภอเหนือคลอง)

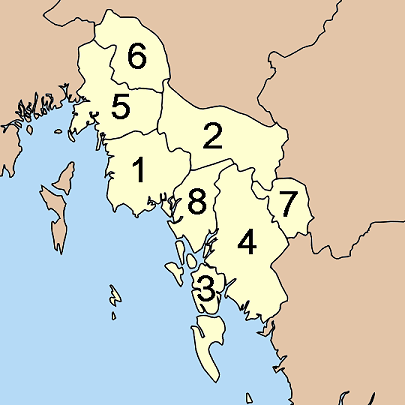
Carte des amphoe de la province de Krabi.

Ces districts sont eux-mêmes divisées en :
- 53 communes ou sous-district (tambon)
- et 374 villages (Muu-baan).

## Voir aussi

Parc national de Bok Khorani
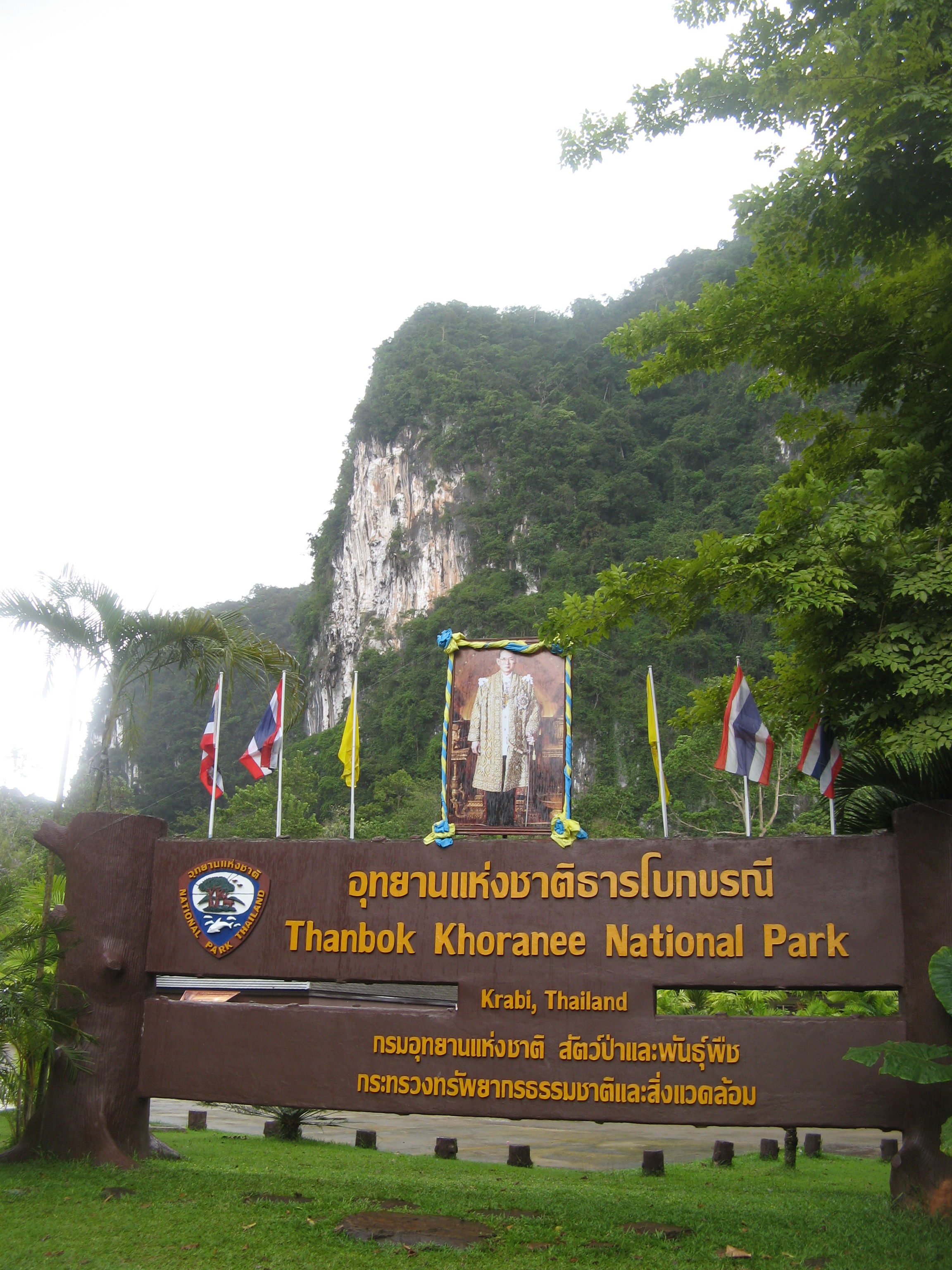
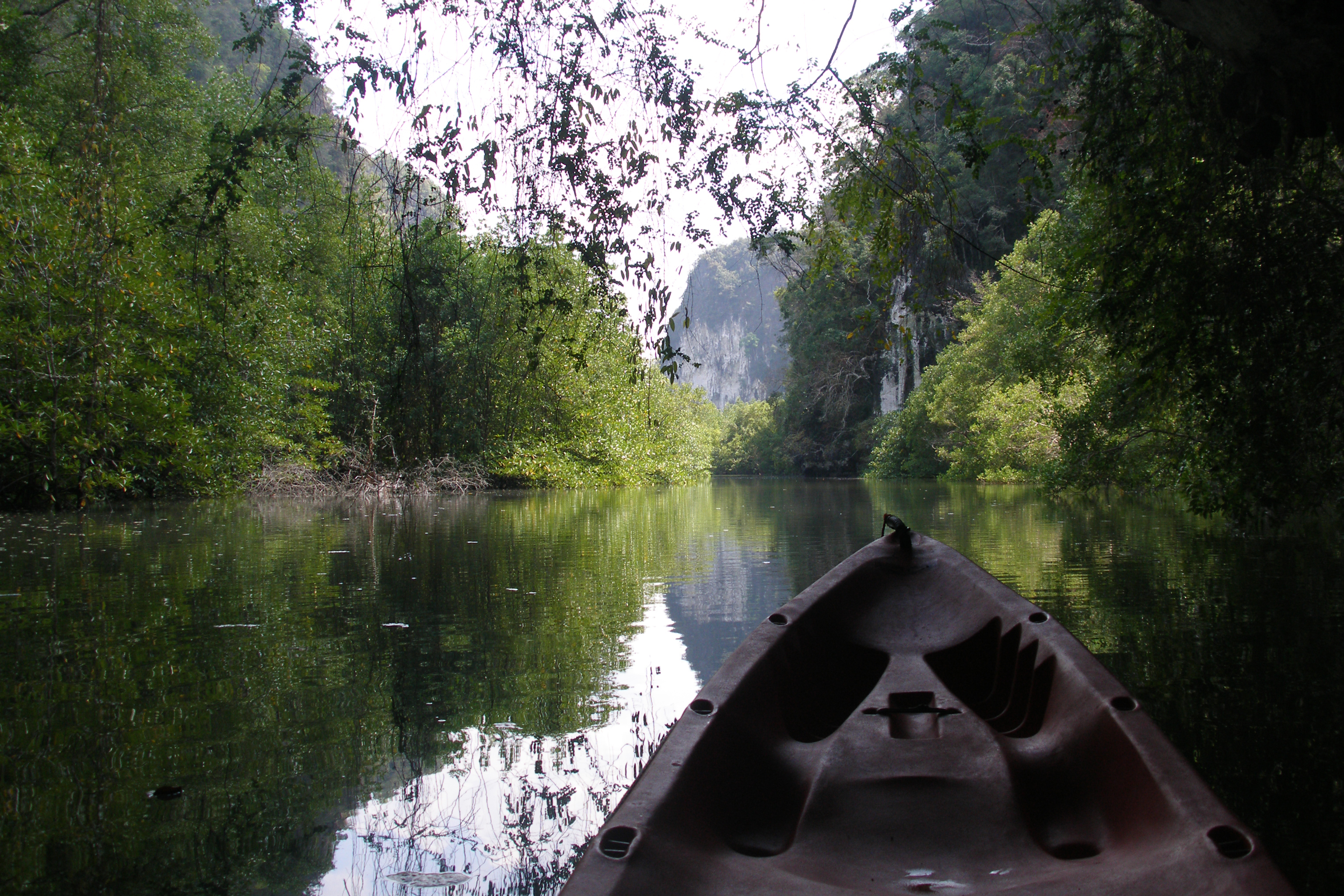
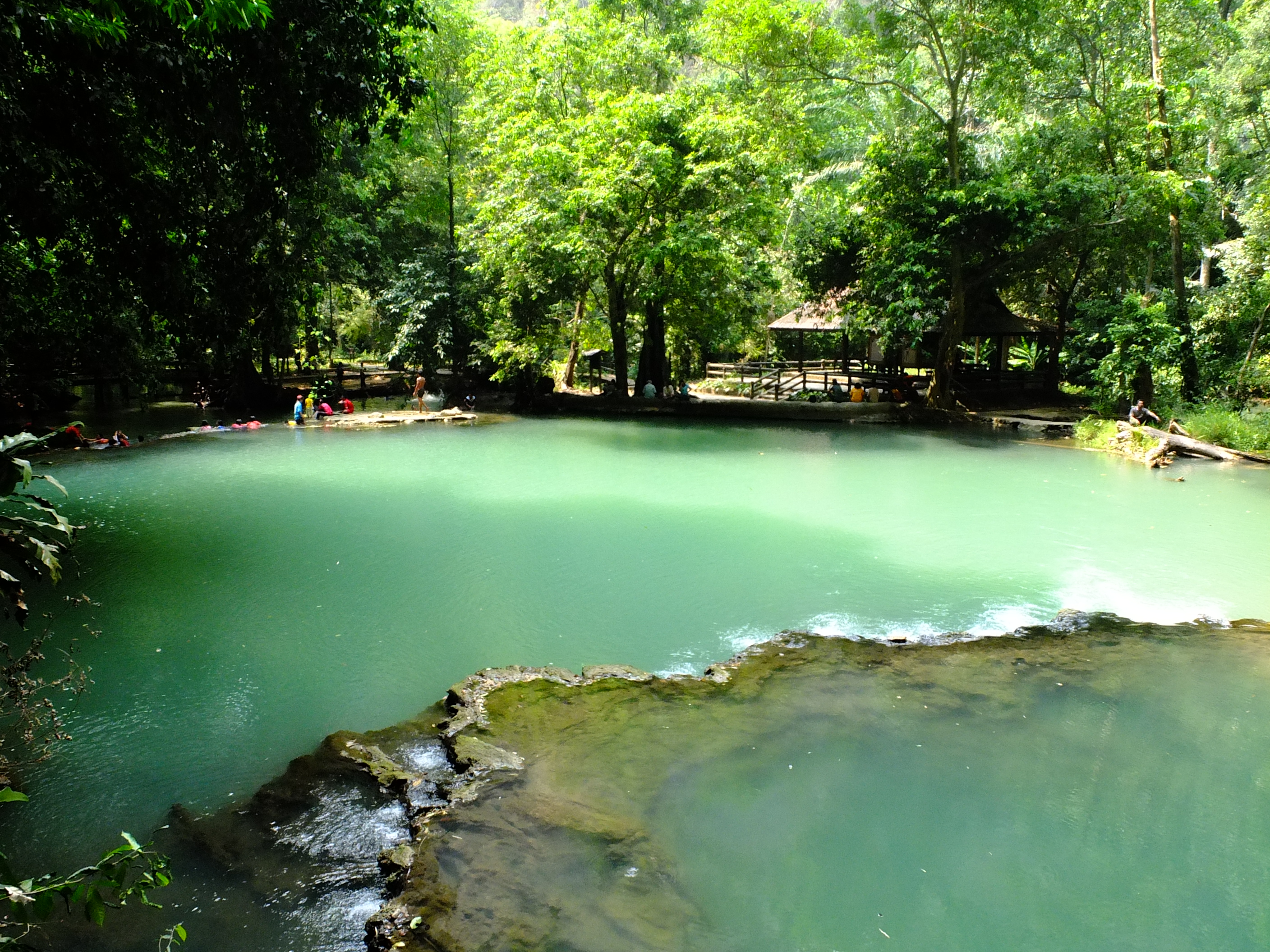
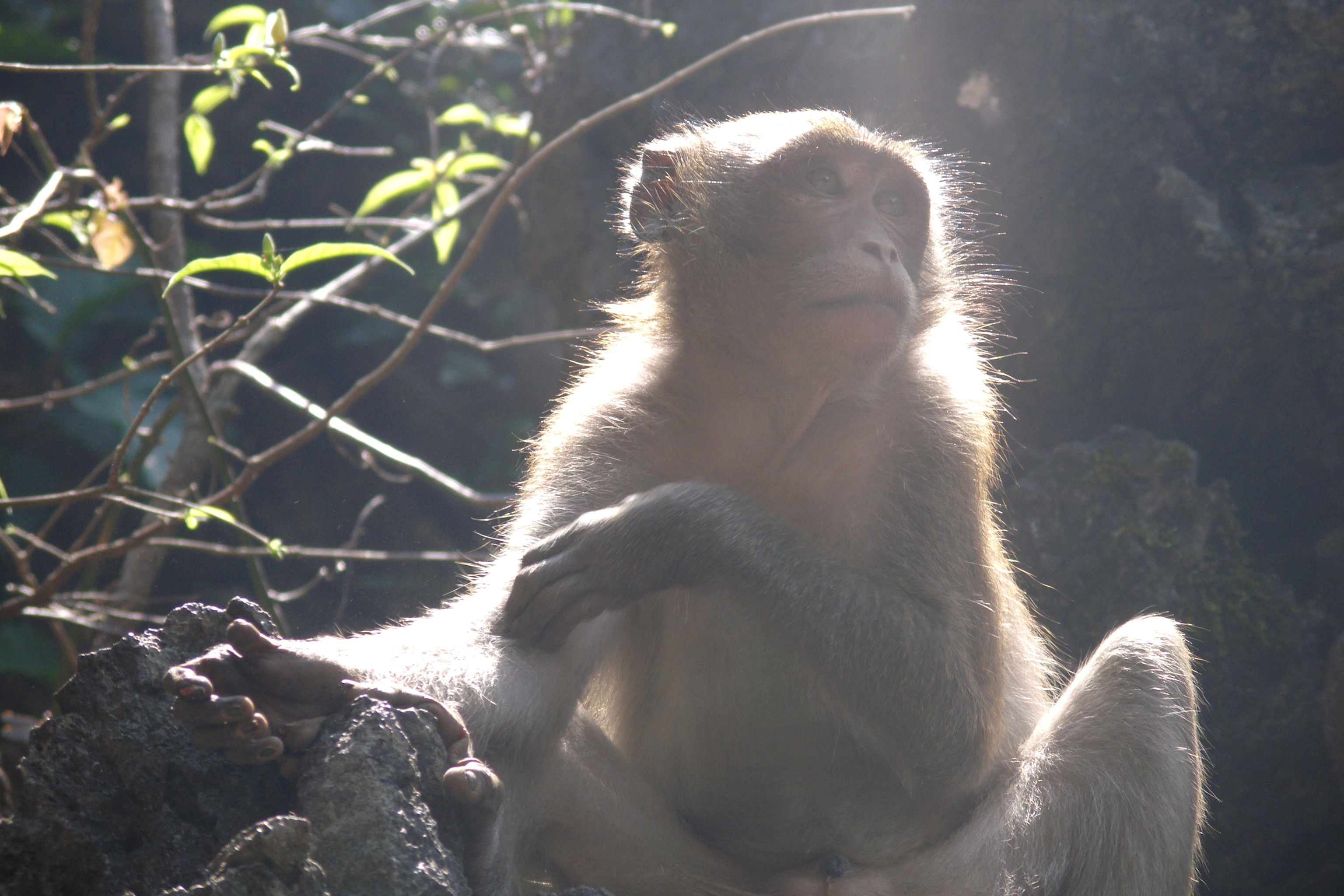

Wat Tham Sua, le temple de la caverne du tigre
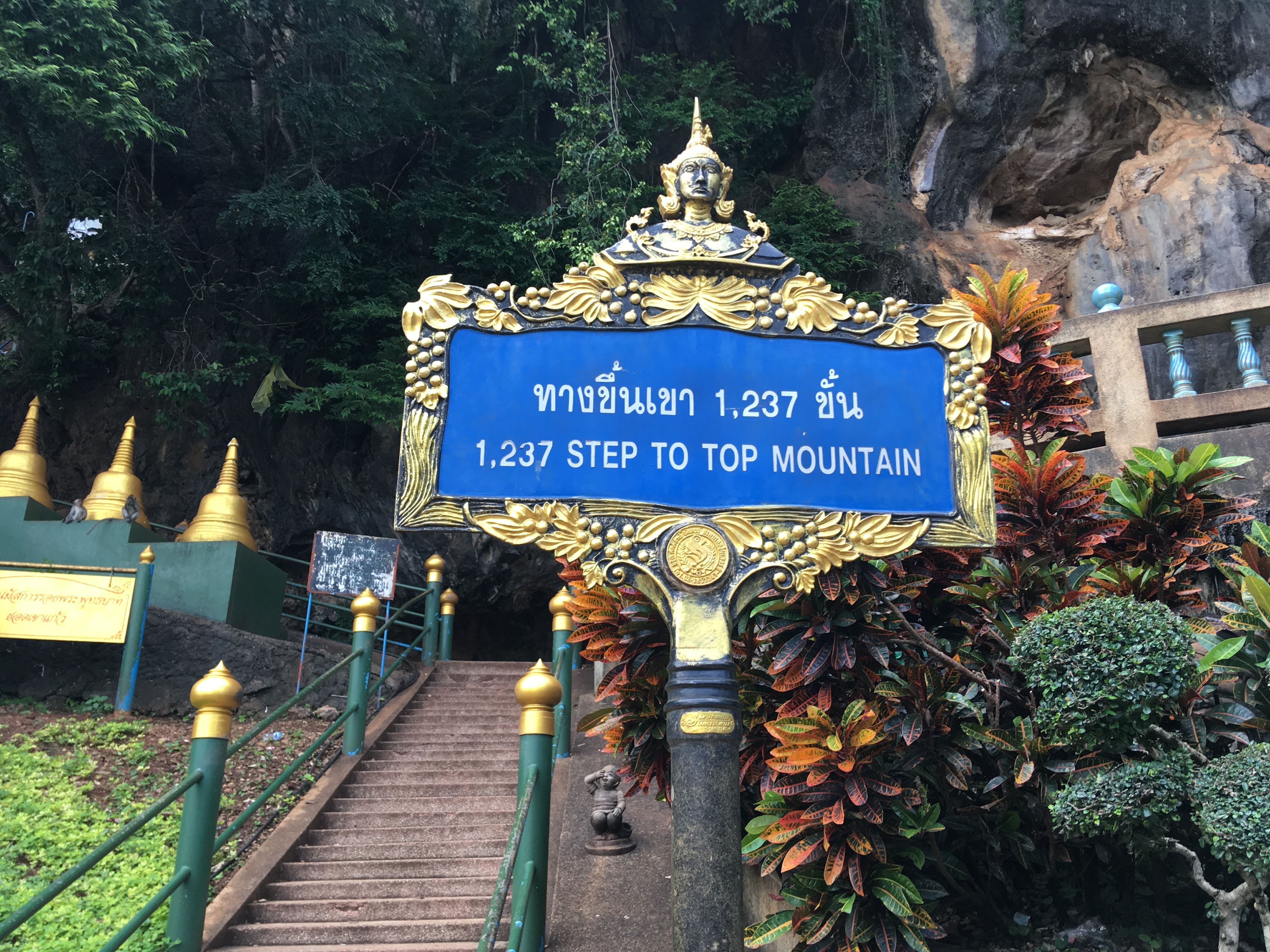
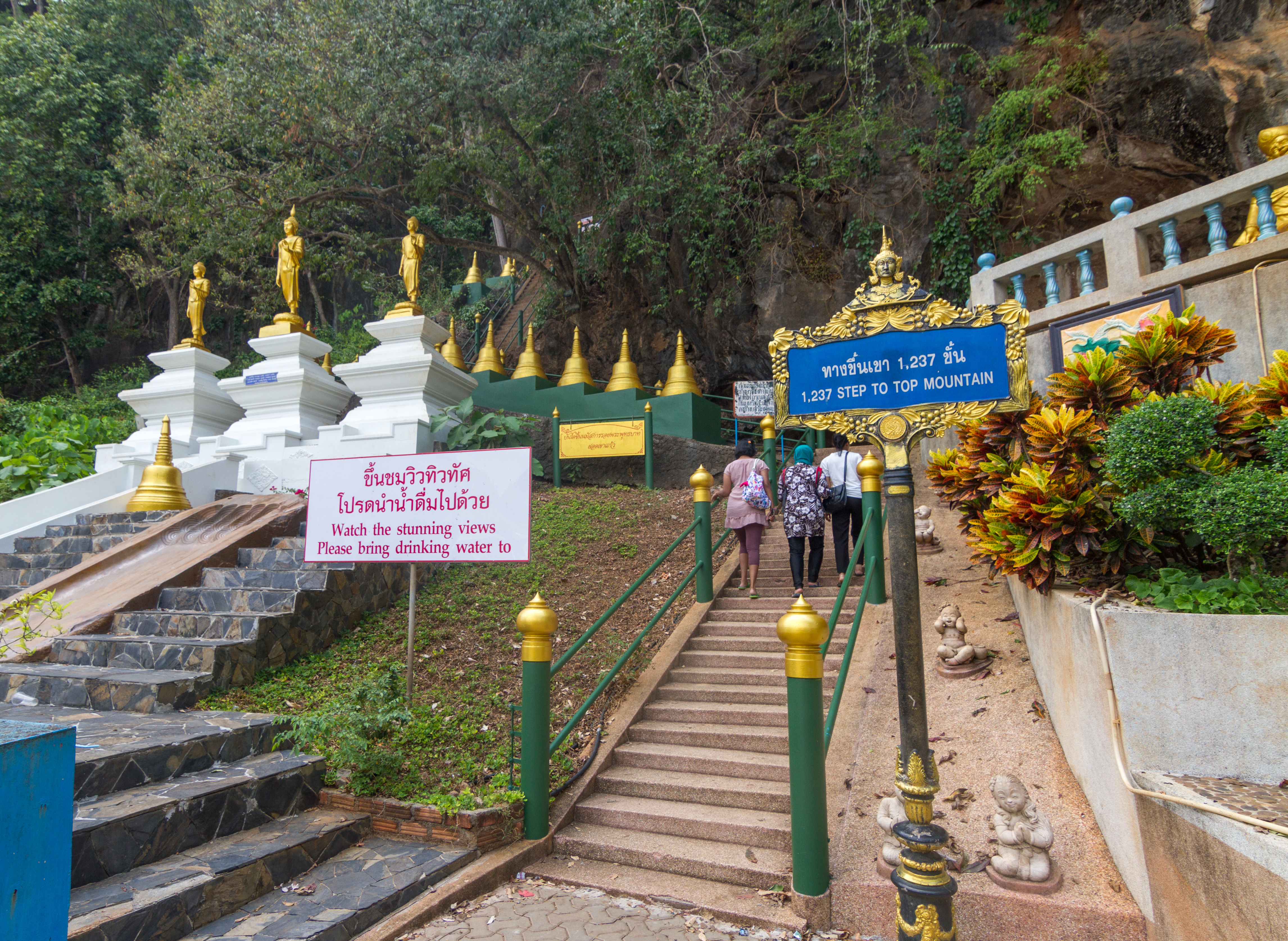
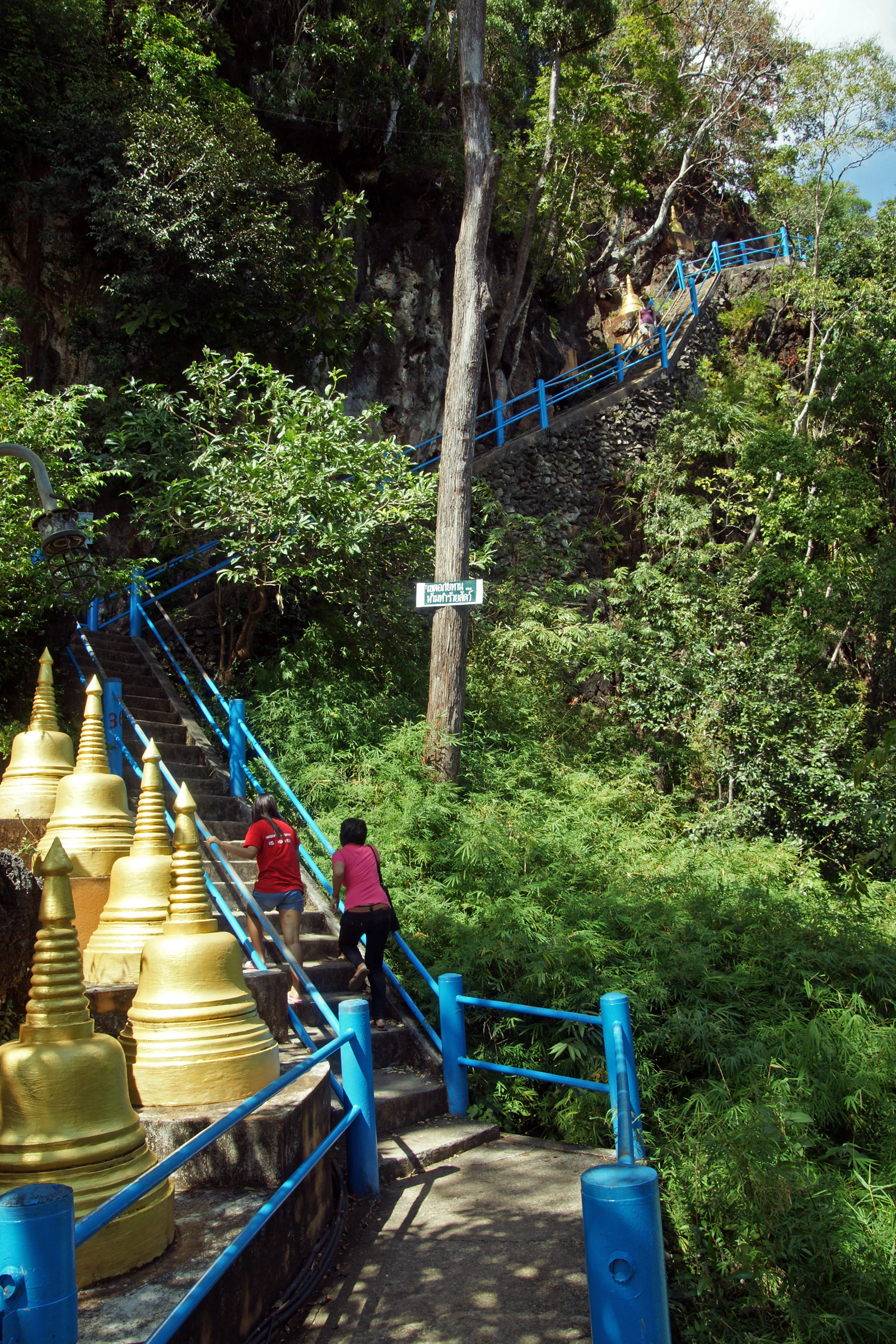
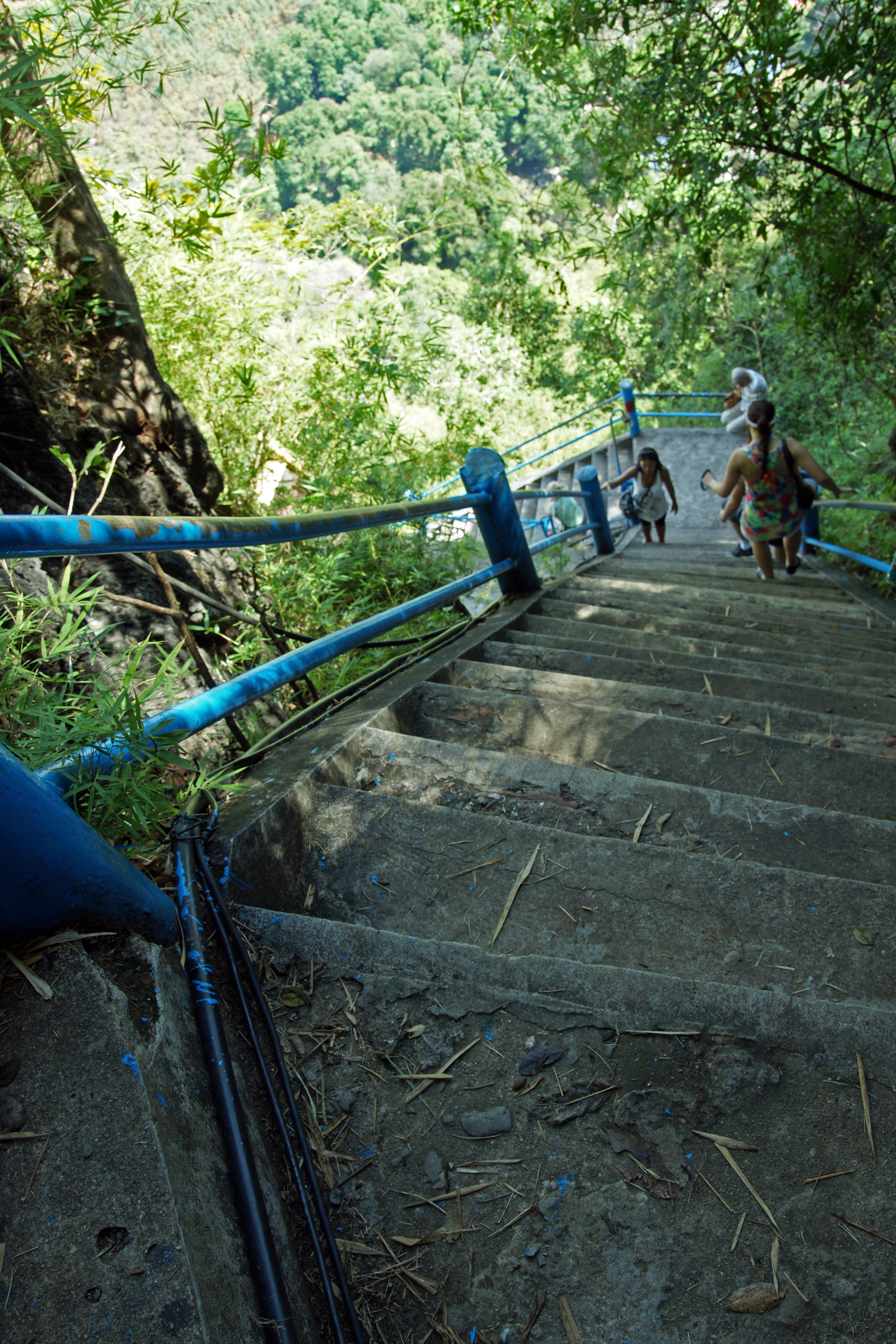
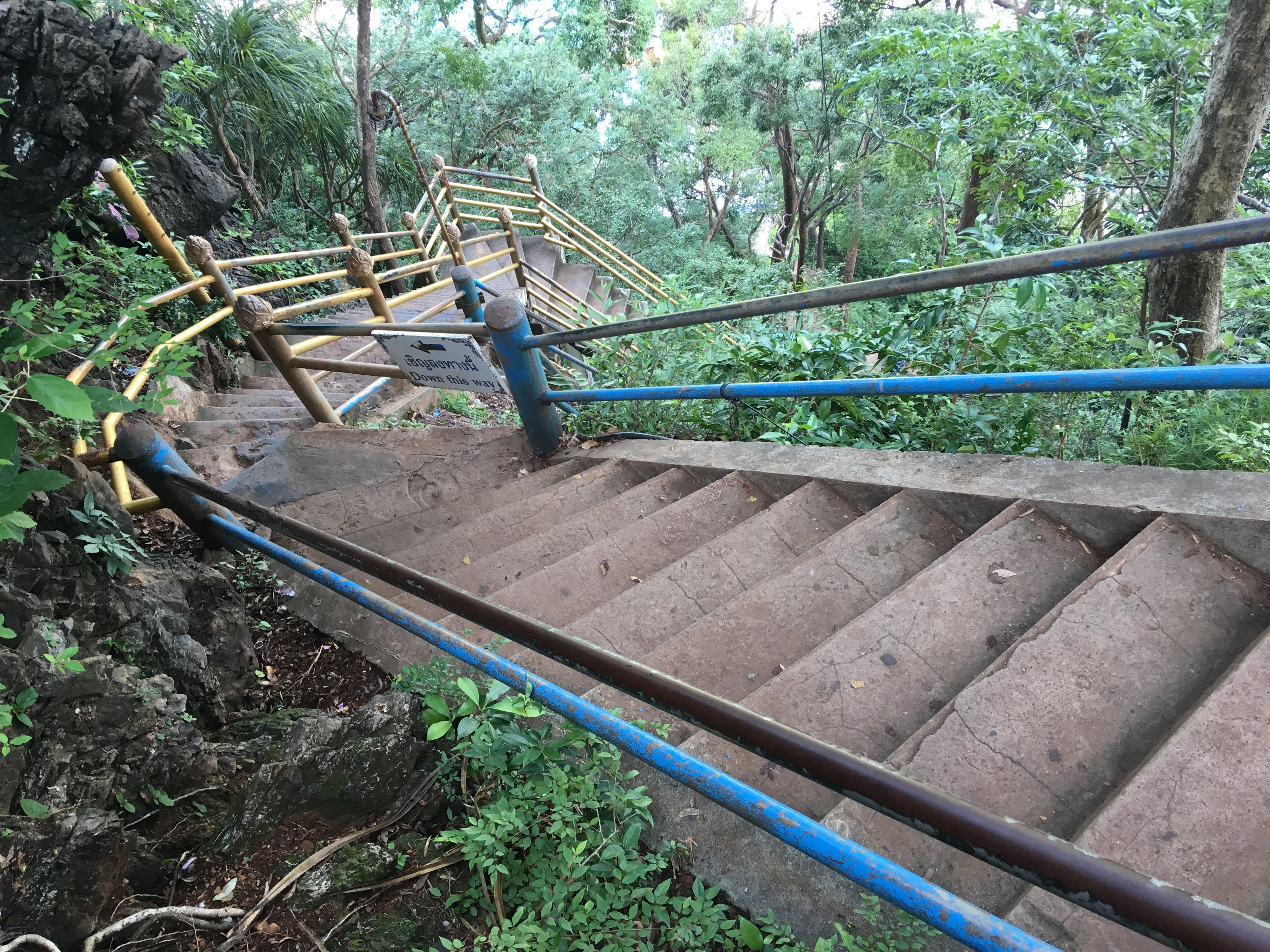
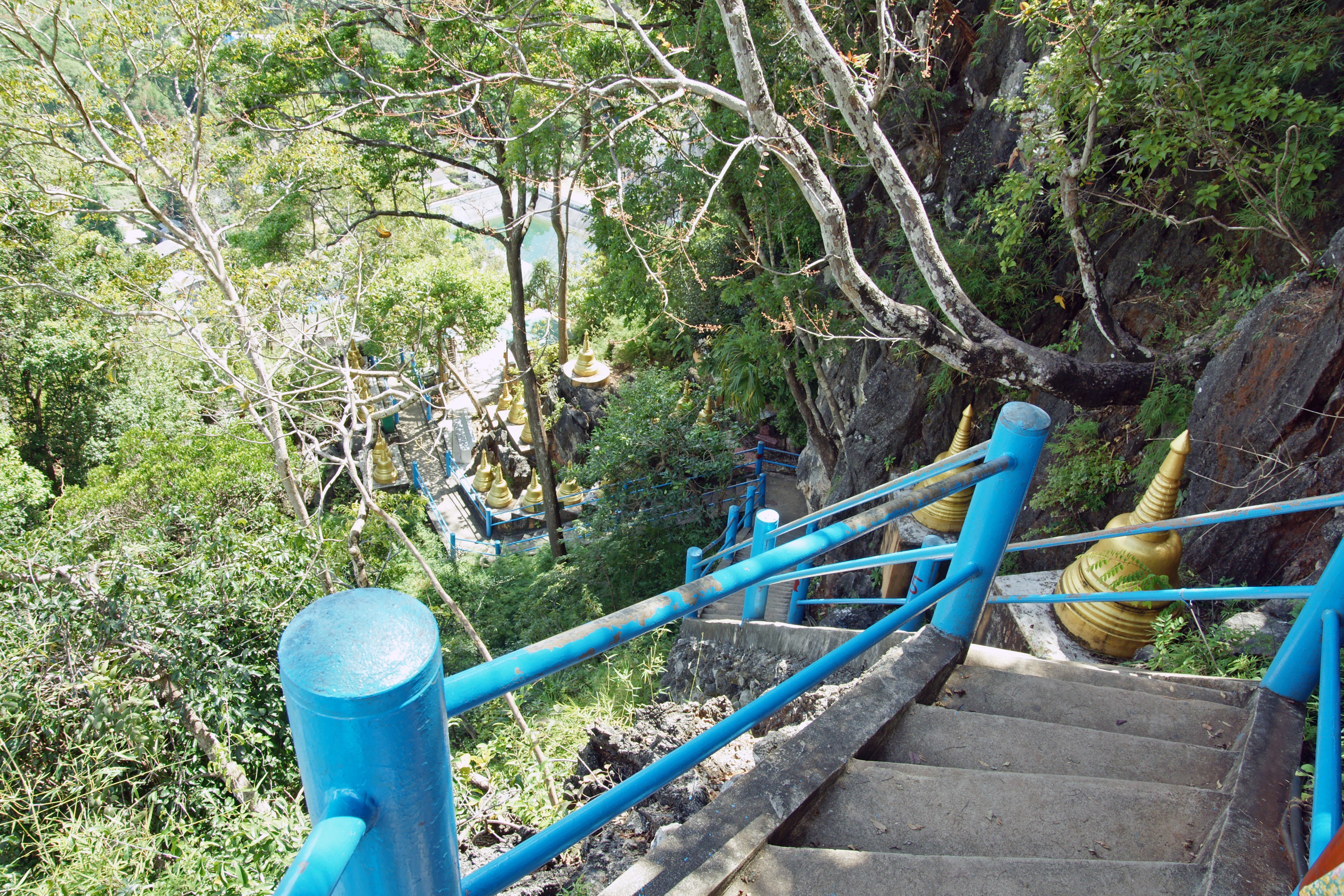
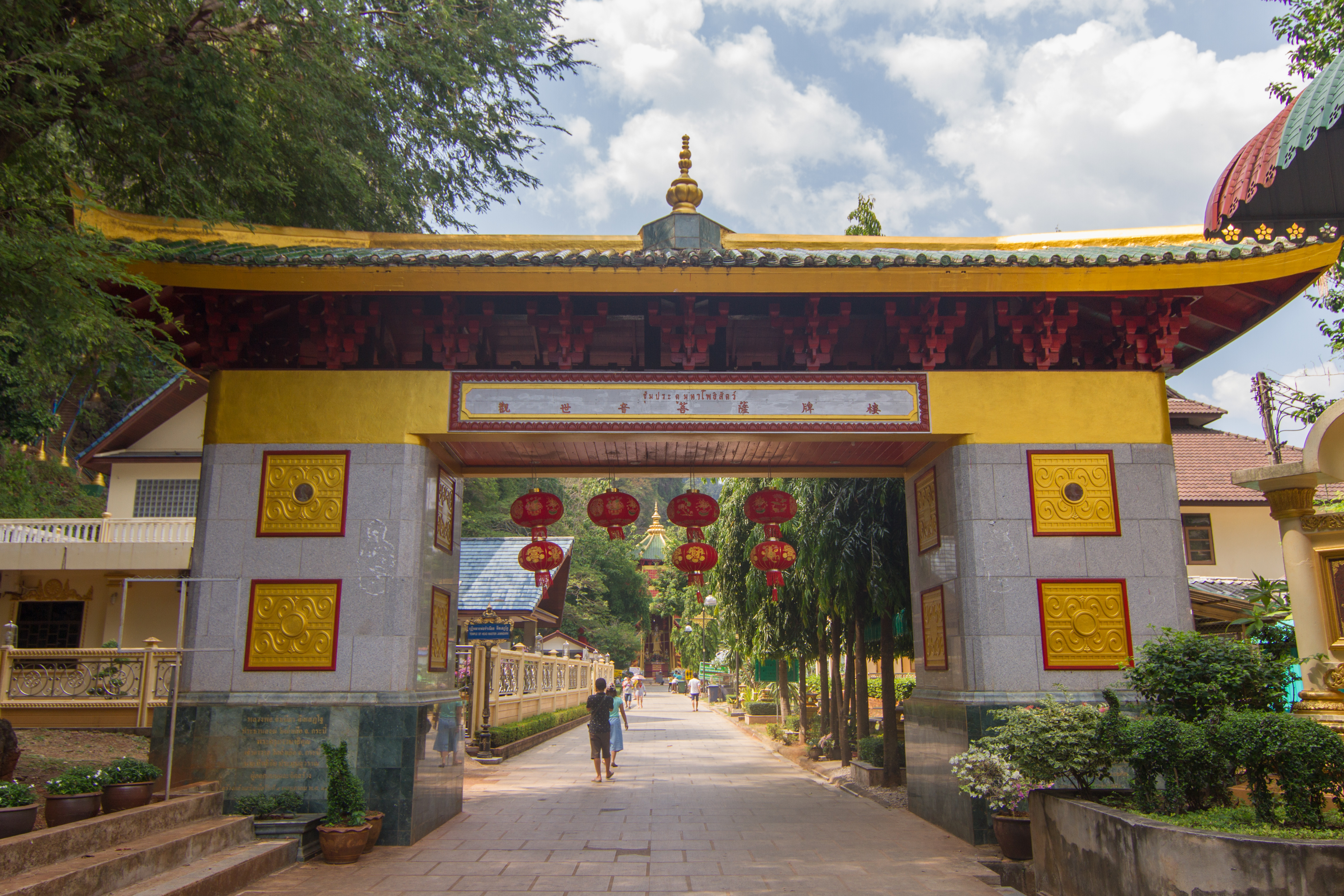
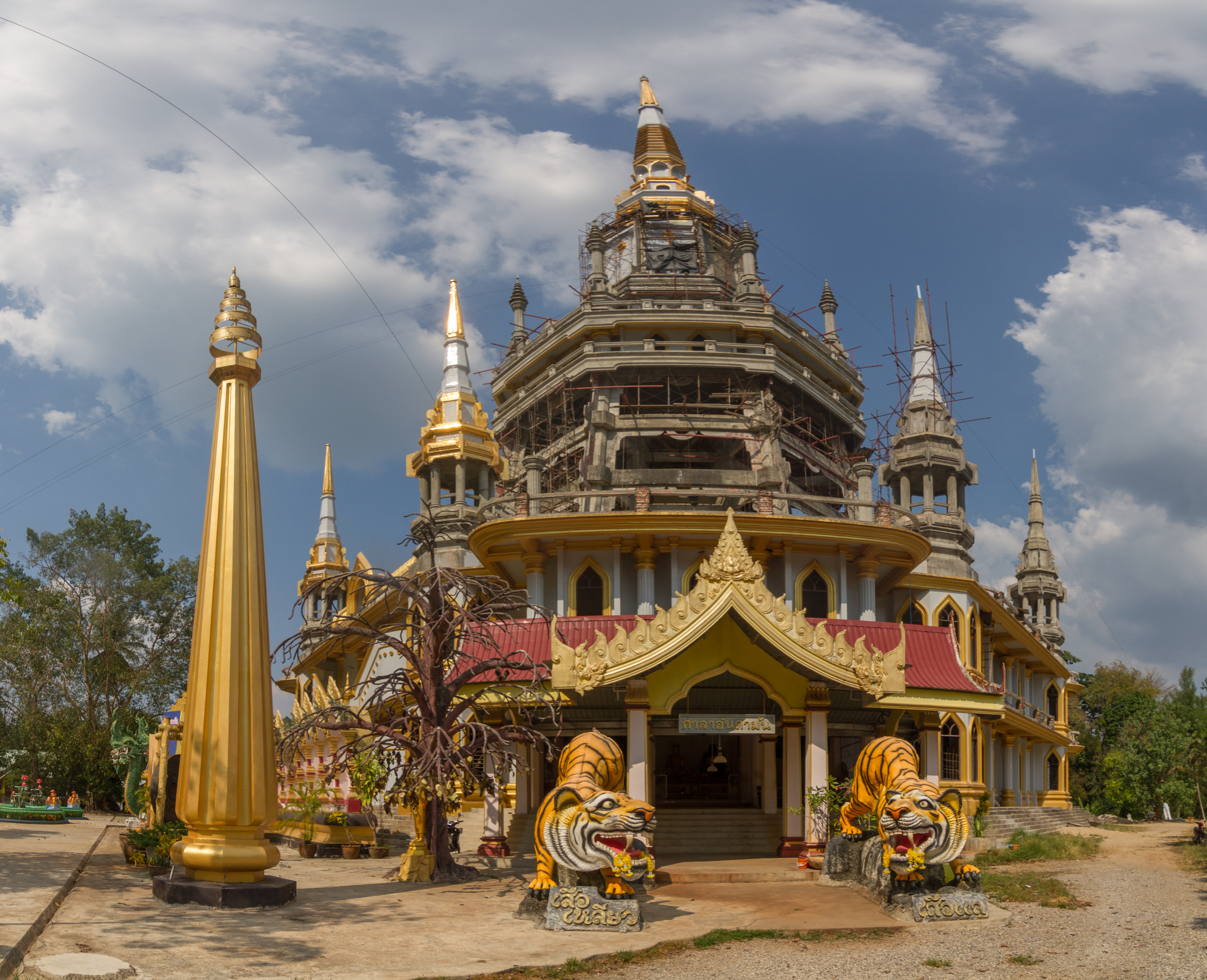
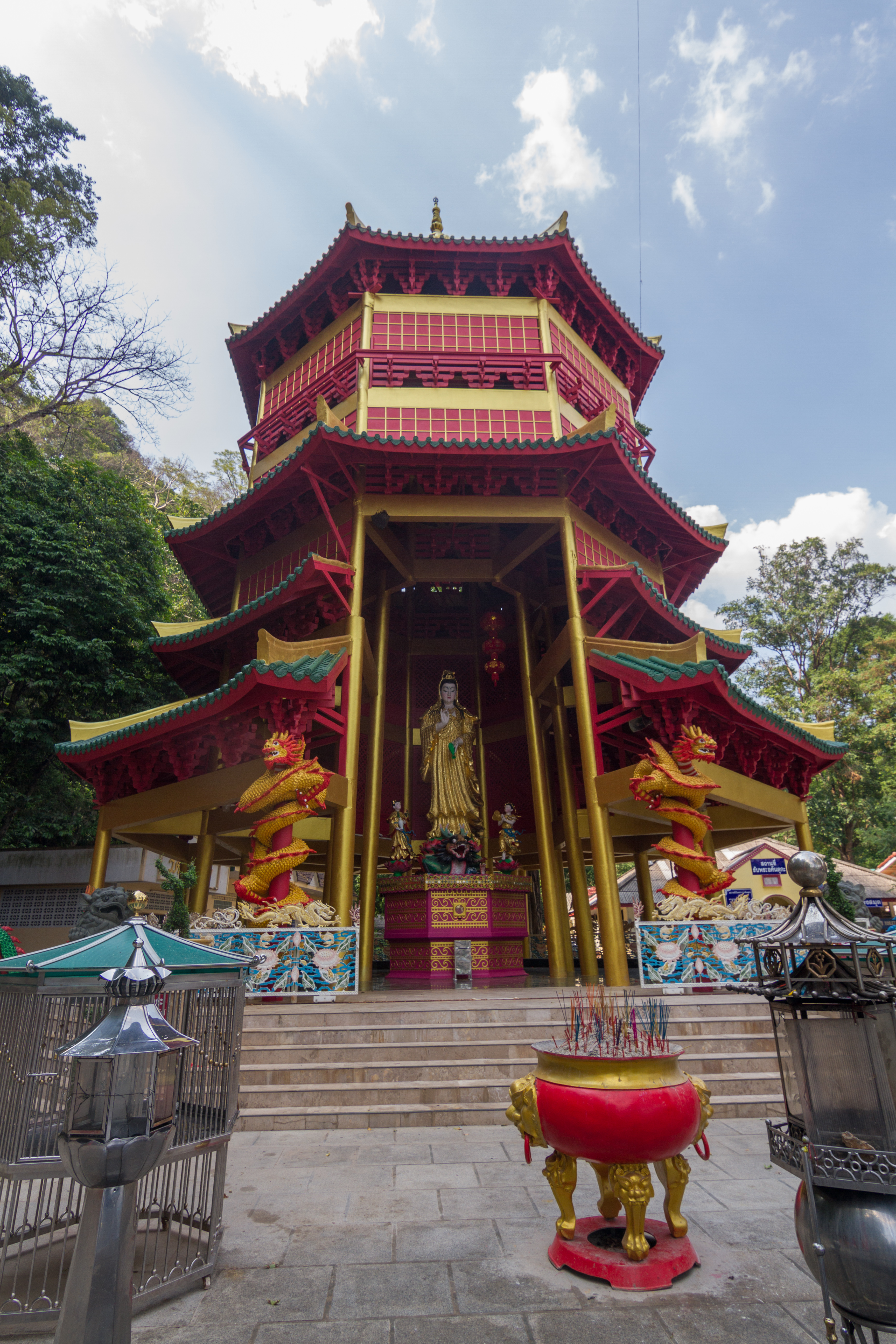
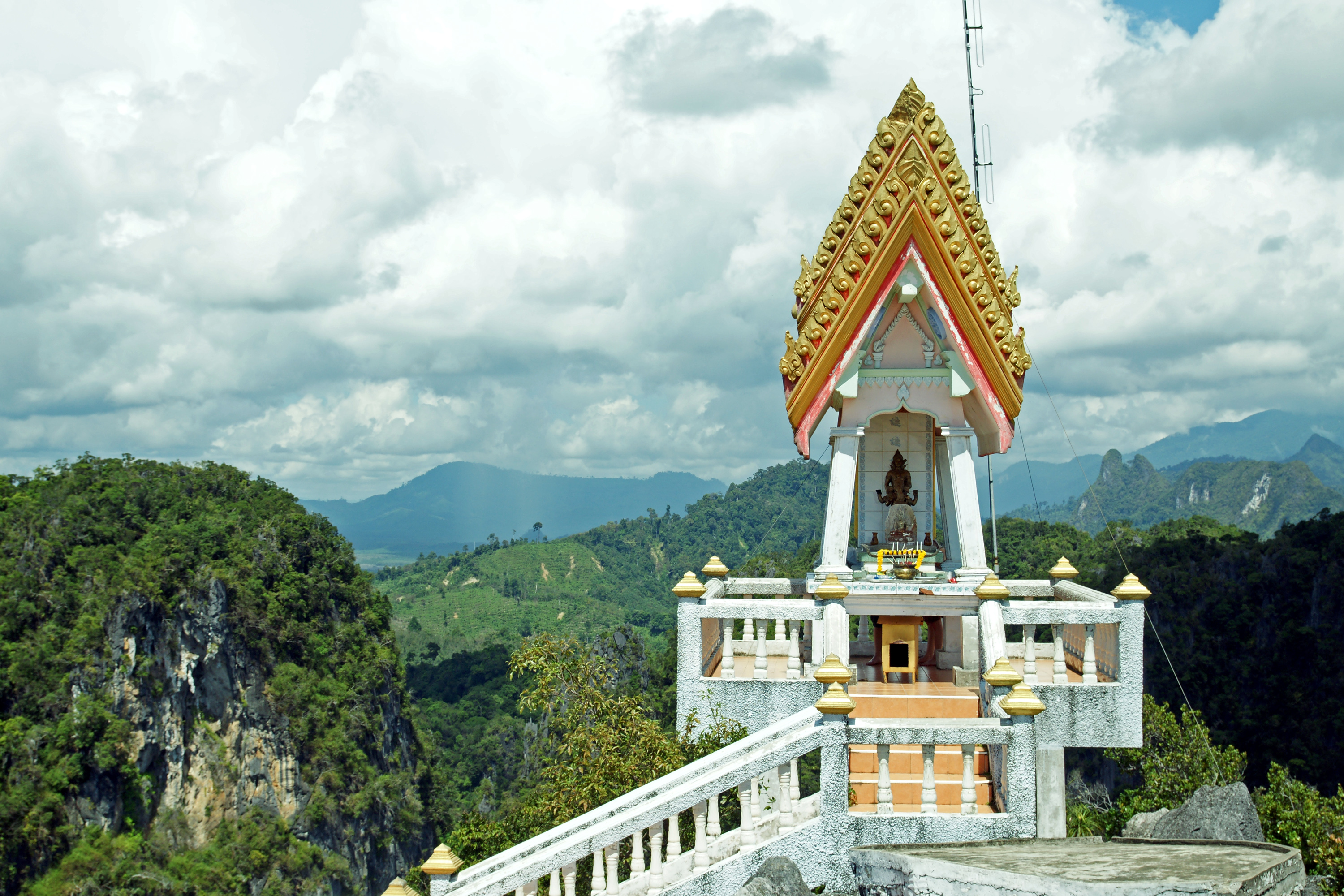
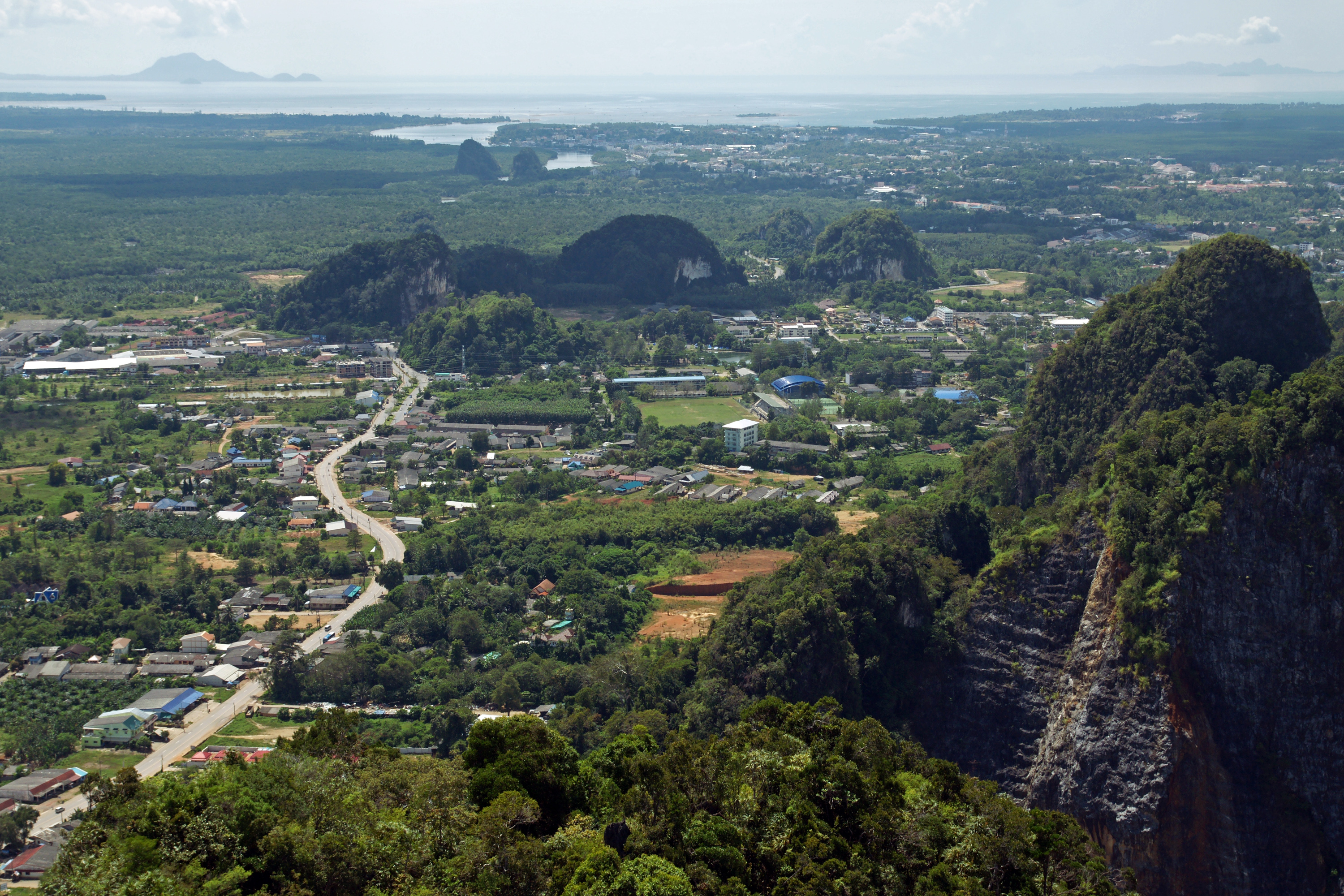
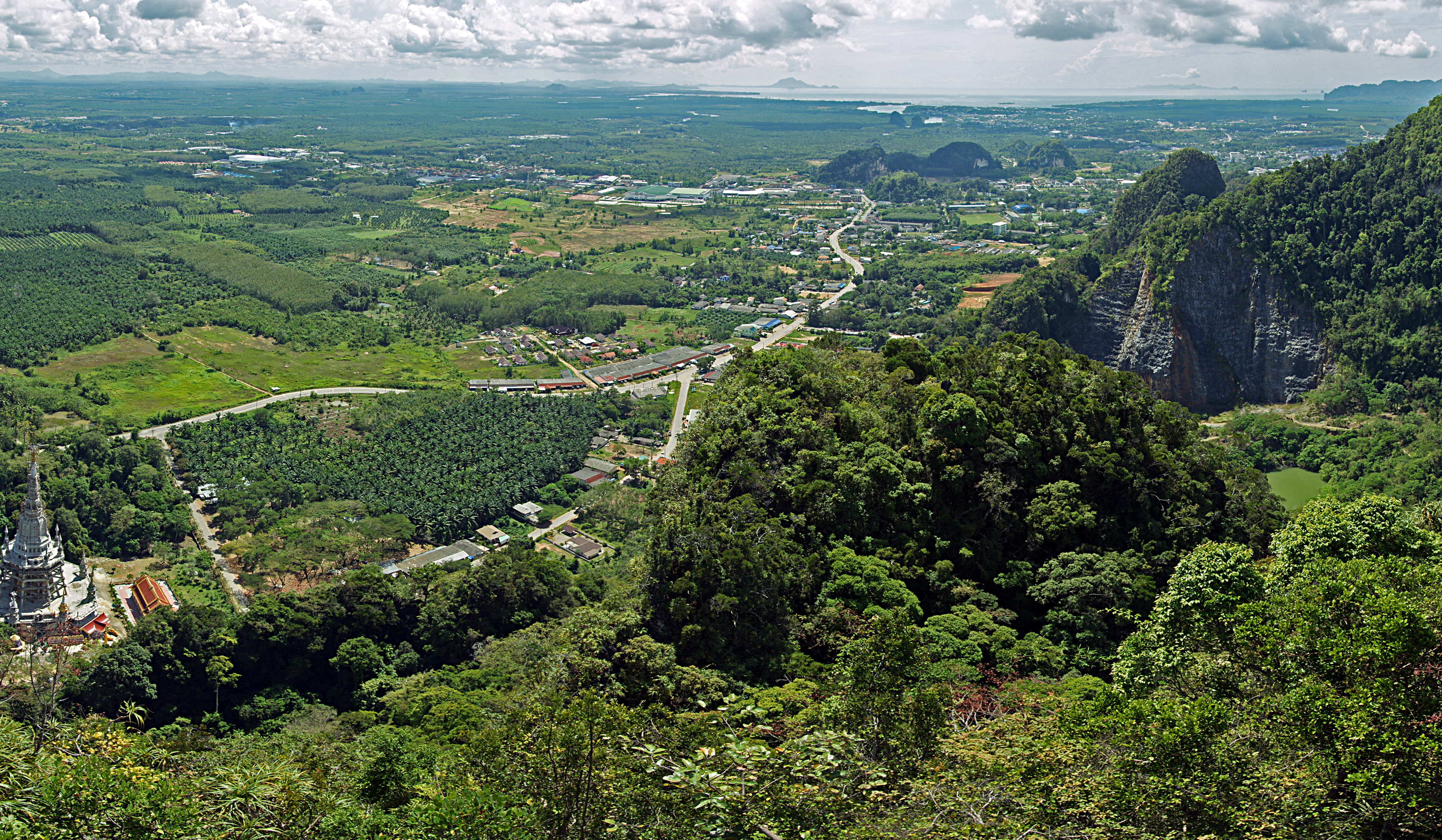

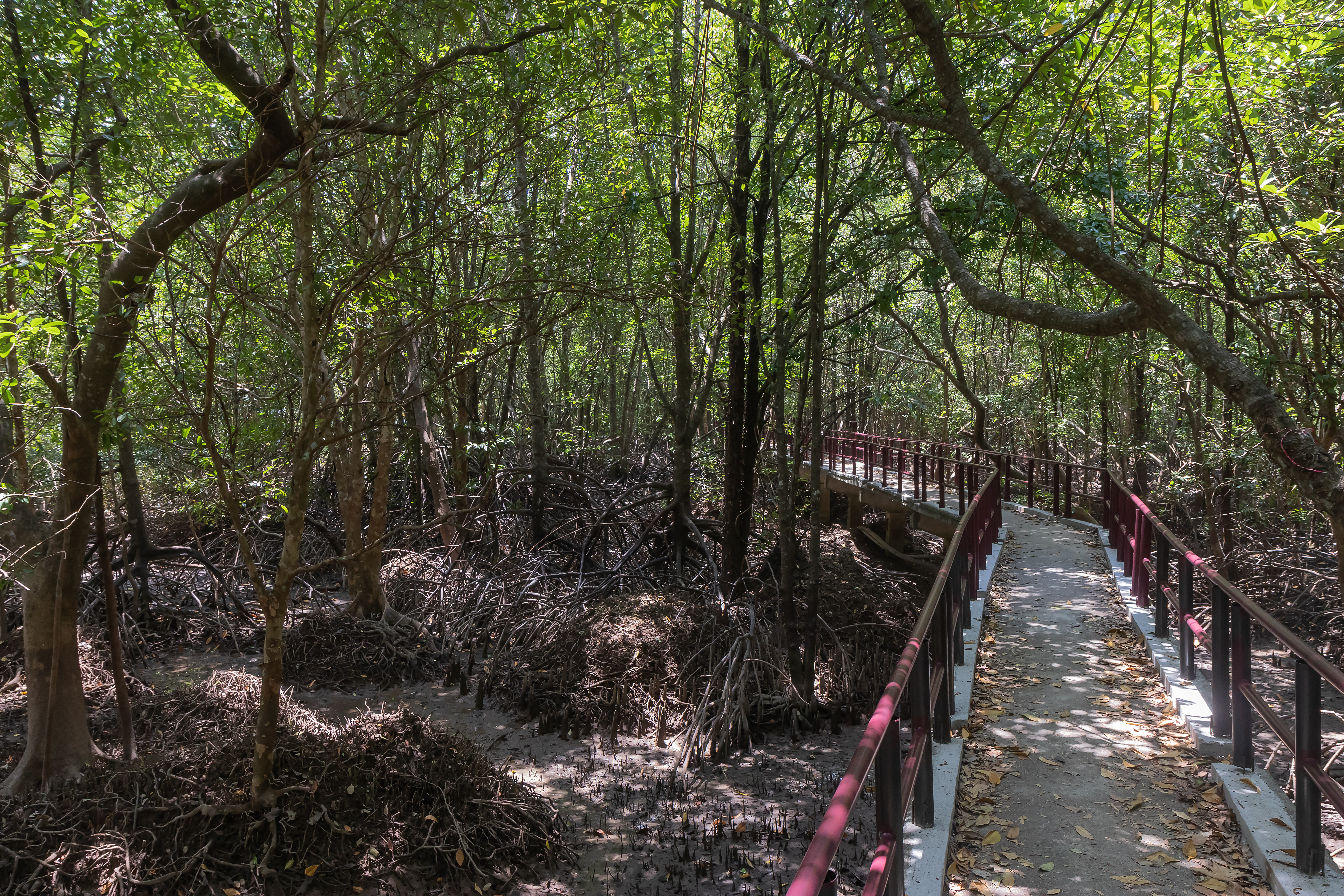
Le chemin dans la mangrove (Mangrove forest walk)